# Puttelange-aux-Lacs
Puttelange-aux-Lacs là một xã trong tỉnh Moselle, vùng Grand Est đông bắc nước Pháp.